# Elecciones estatales de Baja California de 1986
Las elecciones estatales de Baja California de 1986 se llevaron a cabo el domingo 6 de julio de 1986, y en ellas se renovaran los cargos de elección popular:
- 4 Ayuntamientos. Formados por un Presidente Municipal y regidores, electo para un período de tres años no reelegibles en níngun período inmediato.
- 7 Diputados al Congreso del estado. Electo por mayoría de cada uno de los Distritos Electorales.

## Resultados Electorales

### Ayuntamientos
|  | 56.70 % |

|  | 60.70 % |

|  | 55.10 % |

|  | 55.10 % |